# Kabinet-Abe III
Het kabinet–Abe III (Japans: 第3次安倍内閣) was de regering van het Keizerrijk Japan van 24 december 2014 tot 1 november 2017.

## Kabinet–Abe II  (2014–2017)
| Ambtsbekleder                                 | Ambtsbekleder     | Ambtsbekleder                          | Functie                                                           | Ambtstermijn     | Ambtstermijn      | Partij |
| --------------------------------------------- | ----------------- | -------------------------------------- | ----------------------------------------------------------------- | ---------------- | ----------------- | ------ |
|                                               | Shinzo Abe        | Shinzo Abe 安倍 晋三 (1954–2022)       | Premier                                                           | 26 december 2012 | 16 september 2020 | LDP    |
|                                               | Taro Aso          | Taro Aso 麻生 太郎 (1940)              | Vicepremier                                                       | 26 december 2012 | 4 oktober 2021    | LDP    |
| Minister van Financiën                        | Taro Aso          | Taro Aso 麻生 太郎 (1940)              |                                                                   | 26 december 2012 | 4 oktober 2021    | LDP    |
|                                               | Yoshihide Suga    | Yoshihide Suga 菅 義偉 (1948)          | Secretaris- generaal                                              | 26 december 2012 | 16 september 2020 | LDP    |
|                                               | Sanae Takaichi    | Sanae Takaichi 高市 早苗 (1961)        | Minister van Binnenlandse Zaken en Communicatie                   | 3 september 2014 | 3 augustus 2017   | LDP    |
|                                               | Seiko Noda        | Seiko Noda 野田 聖子 (1960)            | Minister van Binnenlandse Zaken en Communicatie                   | 3 augustus 2017  | 1 oktober 2018    | LDP    |
|                                               | Fumio Kishida     | Fumio Kishida 岸田 文雄 (1957)         | Minister van Buitenlandse Zaken                                   | 26 december 2012 | 3 augustus 2017   | LDP    |
|                                               | Taro Kono         | Taro Kono 河野 太郎 (1963)             | Minister van Buitenlandse Zaken                                   | 3 augustus 2017  | 11 september 2019 | LDP    |
|                                               | Yoko Kamikawa     | Yoko Kamikawa 上川 陽子 (1953)         | Minister van Justitie                                             | 20 oktober 2014  | 7 oktober 2015    | LDP    |
|                                               | Mitsuhide Iwaki   | Mitsuhide Iwaki 岩城 光英 (1949)       | Minister van Justitie                                             | 7 oktober 2015   | 3 augustus 2016   | LDP    |
|                                               | Katsutoshi Kaneda | Katsutoshi Kaneda 金田 勝年 (1949)     | Minister van Justitie                                             | 3 augustus 2016  | 3 augustus 2017   | LDP    |
|                                               | Yoko Kamikawa     | Yoko Kamikawa 上川 陽子 (1953)         | Minister van Justitie                                             | 3 augustus 2017  | 1 oktober 2018    | LDP    |
|                                               | Yoichi Miyazawa   | Yoichi Miyazawa 宮沢 洋一 (1950)       | Minister van Economische Zaken                                    | 20 oktober 2014  | 7 oktober 2015    | LDP    |
|                                               | Motoo Hayashi     | Motoo Hayashi 林 幹雄 (1947)           | Minister van Economische Zaken                                    | 7 oktober 2015   | 3 augustus 2016   | LDP    |
|                                               | Hiroshige Seko    | Hiroshige Seko 世耕 弘成 (1962)        | Minister van Economische Zaken                                    | 3 augustus 2016  | 11 september 2019 | LDP    |
|                                               | Gen Nakatani      | Gen Nakatani 中谷 元 (1957)            | Minister van Defensie                                             | 24 december 2014 | 3 augustus 2016   | LDP    |
|                                               | Tomomi Inada      | Tomomi Inada 稲田 朋美 (1959)          | Minister van Defensie                                             | 3 augustus 2016  | 27 juli 2017      | LDP    |
|                                               | Fumio Kishida     | Fumio Kishida 岸田 文雄 (1957)         | Minister van Defensie                                             | 27 juli 2017     | 3 augustus 2017   | LDP    |
|                                               | Itsunori Onodera  | Itsunori Onodera 小野寺 五典 (1960)    | Minister van Defensie                                             | 3 augustus 2017  | 1 oktober 2018    | LDP    |
|                                               | Yasuhisa Shiozaki | Yasuhisa Shiozaki 塩崎 恭久 (1950)     | Minister van Volksgezondheid, Arbeid en Welzijn                   | 3 september 2014 | 3 augustus 2017   | LDP    |
|                                               | Katsunobu Kato    | Katsunobu Kato 加藤 勝信 (1955)        | Minister van Volksgezondheid, Arbeid en Welzijn                   | 3 augustus 2017  | 1 oktober 2018    | LDP    |
|                                               | Hakubun Shimomura | Hakubun Shimomura 下村 博文 (1954)     | Minister van Onderwijs, Cultuur, Sport, Wetenschap en Technologie | 26 december 2012 | 7 oktober 2015    | LDP    |
|                                               | Hiroshi Hase      | Hiroshi Hase 馳 浩 (1961)              | Minister van Onderwijs, Cultuur, Sport, Wetenschap en Technologie | 7 oktober 2015   | 3 augustus 2016   | LDP    |
|                                               | Hirokazu Matsuno  | Hirokazu Matsuno 松野 博一 (1962)      | Minister van Onderwijs, Cultuur, Sport, Wetenschap en Technologie | 3 augustus 2016  | 3 augustus 2017   | LDP    |
|                                               | Yoshimasa Hayashi | Yoshimasa Hayashi 林 芳正 (1961)       | Minister van Onderwijs, Cultuur, Sport, Wetenschap en Technologie | 3 augustus 2017  | 1 oktober 2018    | LDP    |
|                                               | Akihiro Ota       | Akihiro Ota 太田 昭宏 (1945)           | Minister van Infrastructuur, Transport en Toerisme                | 26 december 2012 | 7 oktober 2015    | NKP    |
|                                               | Keiichi Ishii     | Keiichi Ishii 石井 啓一 (1958)         | Minister van Infrastructuur, Transport en Toerisme                | 7 oktober 2015   | 11 september 2019 | NKP    |
|                                               | Koya Nishikawa    | Koya Nishikawa 西川 公也 (1942)        | Minister van Landbouw, Bosbouw en Visserij                        | 3 september 2014 | 23 februari 2015  | LDP    |
|                                               | Yoshimasa Hayashi | Yoshimasa Hayashi 林 芳正 (1961)       | Minister van Landbouw, Bosbouw en Visserij                        | 23 februari 2015 | 7 oktober 2015    | LDP    |
|                                               | Hiroshi Moriyama  | Hiroshi Moriyama 森山 裕 (1945)        | Minister van Landbouw, Bosbouw en Visserij                        | 7 oktober 2015   | 3 augustus 2016   | LDP    |
|                                               | Yuji Yamamoto     | Yuji Yamamoto 山本 有二 (1952)         | Minister van Landbouw, Bosbouw en Visserij                        | 3 augustus 2016  | 3 augustus 2017   | LDP    |
|                                               | Ken Saito         | Ken Saito 齋藤 健 (1959)               | Minister van Landbouw, Bosbouw en Visserij                        | 3 augustus 2017  | 1 oktober 2018    | LDP    |
|                                               | Yoshio Mochizuki  | Yoshio Mochizuki 望月 義夫 (1947–2019) | Minister van Milieu                                               | 3 september 2014 | 7 oktober 2015    | LDP    |
|                                               | Tamayo Marukawa   | Tamayo Marukawa 丸川 珠代 (1971)       | Minister van Milieu                                               | 7 oktober 2015   | 3 augustus 2016   | LDP    |
|                                               | Koichi Yamamoto   | Koichi Yamamoto 山本 公一 (1947–2023)  | Minister van Milieu                                               | 3 augustus 2016  | 3 augustus 2017   | LDP    |
|                                               | Masaharu Nakagawa | Masaharu Nakagawa 中川 雅治 (1947)     | Minister van Milieu                                               | 3 augustus 2017  | 1 oktober 2018    | LDP    |
|                                               | Eriko Yamatani    | Eriko Yamatani 山谷 えり子 (1950)      | Voorzitter van de Commissie voor Openbare Orde en Veiligheid      | 3 september 2014 | 7 oktober 2015    | LDP    |
| Minister zonder portefeuille                  | Eriko Yamatani    | Eriko Yamatani 山谷 えり子 (1950)      |                                                                   | 3 september 2014 | 7 oktober 2015    | LDP    |
| Minister voor Maritieme en Territoriale Zaken | Eriko Yamatani    | Eriko Yamatani 山谷 えり子 (1950)      |                                                                   | 3 september 2014 | 7 oktober 2015    | LDP    |
| Minister voor Rampen- bestrijding             | Eriko Yamatani    | Eriko Yamatani 山谷 えり子 (1950)      |                                                                   | 3 september 2014 | 7 oktober 2015    | LDP    |
|                                               | Taro Kono         | Taro Kono 河野 太郎 (1963)             | Voorzitter van de Commissie voor Openbare Orde en Veiligheid      | 7 oktober 2015   | 3 augustus 2016   | LDP    |
| Minister zonder portefeuille                  | Taro Kono         | Taro Kono 河野 太郎 (1963)             |                                                                   | 7 oktober 2015   | 3 augustus 2016   | LDP    |
| Minister voor Bestuurlijke Vernieuwing        | Taro Kono         | Taro Kono 河野 太郎 (1963)             |                                                                   | 7 oktober 2015   | 3 augustus 2016   | LDP    |
| Minister voor Voedselveiligheid               | Taro Kono         | Taro Kono 河野 太郎 (1963)             |                                                                   | 7 oktober 2015   | 3 augustus 2016   | LDP    |
| Minister voor Rampen- bestrijding             | Taro Kono         | Taro Kono 河野 太郎 (1963)             |                                                                   | 7 oktober 2015   | 3 augustus 2016   | LDP    |
|                                               | Jun Matsumoto     | Jun Matsumoto 松本 純 (1950)           | Voorzitter van de Commissie voor Openbare Orde en Veiligheid      | 3 augustus 2016  | 3 augustus 2017   | LDP    |
| Minister zonder portefeuille                  | Jun Matsumoto     | Jun Matsumoto 松本 純 (1950)           |                                                                   | 3 augustus 2016  | 3 augustus 2017   | LDP    |
| Minister voor Maritieme en Territoriale Zaken | Jun Matsumoto     | Jun Matsumoto 松本 純 (1950)           |                                                                   | 3 augustus 2016  | 3 augustus 2017   | LDP    |
| Minister voor Voedselveiligheid               | Jun Matsumoto     | Jun Matsumoto 松本 純 (1950)           |                                                                   | 3 augustus 2016  | 3 augustus 2017   | LDP    |
| Minister voor Rampen- bestrijding             | Jun Matsumoto     | Jun Matsumoto 松本 純 (1950)           |                                                                   | 3 augustus 2016  | 3 augustus 2017   | LDP    |
|                                               | Hachiro Okonogi   | Hachiro Okonogi 小此木 八郎 (1965)     | Voorzitter van de Commissie voor Openbare Orde en Veiligheid      | 3 augustus 2017  | 1 oktober 2018    | LDP    |
| Minister zonder portefeuille                  | Hachiro Okonogi   | Hachiro Okonogi 小此木 八郎 (1965)     |                                                                   | 3 augustus 2017  | 1 oktober 2018    | LDP    |
| Minister voor Rampen- bestrijding             | Hachiro Okonogi   | Hachiro Okonogi 小此木 八郎 (1965)     |                                                                   | 3 augustus 2017  | 1 oktober 2018    | LDP    |